# Thomas Spreiter

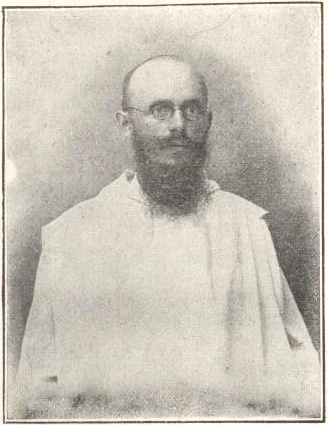
Pater Thomas Spreiter OSB (Foto von 1900)

Thomas Spreiter, OSB (* 28. Dezember 1865 in Regensburg als Franz Xaver Spreiter; † 27. Januar 1944 in Vryheid, Südafrika) war ein deutscher Missionsbenediktiner und Bischof. Er war einer der ersten Benediktinermönche, der in Deutsch-Ostafrika und später Südafrika wirkte. Er war Apostolischer Vikar des Apostolischen Vikariats Daressalam in Deutsch-Ostafrika und des Apostolischen Vikariats Eshowe.

## Leben

### Kindheit und frühe Jahre
Franz Xaver Spreiter wurde in eine tief religiöse katholische Familie des Mittelstands hinein geboren. Schon früh zeigte er Interesse an missionarischer Tätigkeit, jedoch konnte zu Zeiten des Kulturkampfs kein Orden missionarisch aktiv werden. Allerdings hatte der benediktinische Visionär Andreas Amrhein gerade seine St.-Benediktus-Missions-Gesellschaft gegründet und eine Einrichtung in Reichenbach unweit von Regensburg eröffnet. Dort begann Spreiter am 29. September 1886 sein Noviziat. Die Einrichtung war in einem ehemaligen Benediktinerkloster untergebracht und die ersten Jahre waren von Armut und harter Arbeit gekennzeichnet. Außerdem wurde Spreiter Amrheins persönlicher Sekretär. 1887 zog die junge Gemeinschaft in das Kloster Sankt Ottilien, wo Spreiter am 2. Februar 1888 sein Gelübde ablegte und den Ordensnamen Thomas annahm. Am 28. Juli 1897 empfing er die Priesterweihe.

### Erste Missionsreise

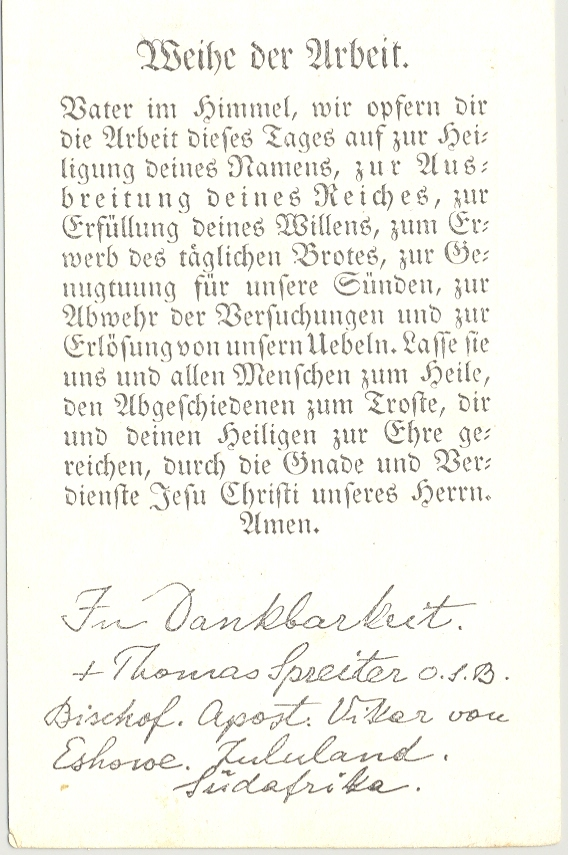
Die Rückseite einer Gebetskarte unterschrieben von Thomas Spreiter

Im Jahr 1900 reiste Spreiter nach Sansibar. Dort wirkten die Benediktiner von Sankt Ottilien seit 1888. 1905 leitete er die Missionsarbeit bis zum Beginn des Maji-Maji-Aufstands, in dessen Verlauf Bischof Cassian Spiß und vier weitere Bischöfe getötet wurden. Als das Missionswerk und sein Leben bedroht wurden, floh Spreiter und kehrte nach Europa zurück.

### Zweite Missionsreise
Nach seiner Rückkehr wurde Spreiter am 13. März 1906 zum apostolischen Vikar berufen und trat damit die Nachfolge von Bischof Spieß an. Zugleich wurde er zum Titularbischof von Thenae ernannt. Die Bischofsweihe durch den Bischof von Augsburg Maximilian von Lingg fand am 1. Mai 1906 in Sankt Ottilien statt; Mitkonsekrator war der Apostolische Vikar von Sansibar Emil August Allgeyer. Noch im selben Jahr kehrte Spreiter nach Afrika zurück, um dort alle missionarischen und Bildungsaktivitäten in seinem Vikariat zu beaufsichtigen. Dazu unternahm er jährlich eine Reise durch sein Missionsgebiet. Das bedeutete, dass er jeweils bis zu sechs Monate unterwegs war und zu Fuß eine Entfernung von etwa 1500 Kilometern zurücklegte.
Nach Ausbruch des Ersten Weltkriegs mussten alle Missionsaktivitäten unterbrochen werden. Spreiter wurde in Dar es Salaam bis 1920 unter Hausarrest gestellt und musste am 24. November 1920 zurück nach Deutschland reisen und sein Amt in Sansibar aufgeben.

### Dritte Missionsreise
Am 27. August 1921 wurde Spreiter zum ersten Apostolischen Präfekt der aus dem Apostolischen Vikariat Natal neugegründeten Apostolischen Präfektur Zululand berufen. 1922 gründete er mit Hilfe anderer deutscher Missionare die Benediktinerabtei Inkamana. Drei Jahre später, am 26. Januar 1924, wurde er zum ersten Apostolischen Vikar des umbenannten Apostolischen Vikariats Eshowe berufen. Er wurde als „unnachgiebig und kompromisslos“ beschrieben. Am 14. Mai 1943 trat er in den Ruhestand und starb am 27. Januar 1944 in der Inkamana-Abtei. Dort wurde er auch beigesetzt.

## Knochenfunde
Während Spreiters Zeit in Sansibar führten die Forscher Werner Janensch und Edwin Hennig ihre Expedition nach Tendaguru durch. Am 30. Mai 1910 besuchte Spreiter das Lager, wo er sich mit Hennig traf. Spreiter zeigte ihm ein Knochenfragment, das er in einem Dorf in der Nähe des Mbalawala-Plateaus gefunden hatte und ein weiteres aus einem Dorf westlich von Kilwa Kivinje. Diese Funde bewiesen, dass Dinosaurierknochen auch noch hunderte Kilometer von Tendaguru gefunden werden konnten, was das ursprüngliche Ziel der Expedition gewesen war.